# DSA-223
La DSA-223 es una carretera perteneciente a la Red Secundaria de la Diputación Provincial de Salamanca que une la  SA-205  con la localidad de Tejeda y Segoyuela.
También pasa por las localidades de Narros de Matalayegua y Segoyuela de los Cornejos.

## Origen y Destino
La carretera  DSA-223  tiene su origen en Narros de Matalayegua en la intersección con la carretera  SA-205 , y termina en Tejeda y Segoyuela en la intersección con la carretera  SA-212  formando parte de la Red de carreteras de Salamanca.